# Lucia Ragni
Pour les articles homonymes, voir Ragni.
Lucia Ragni, née à Naples le 9 avril 1951 et morte à Rome le 3 juin 2016, est une actrice et directrice de théâtre italienne.

## Biographie
Lucia Ragni commence sa carrière en 1972 en interprétant Giulia dans la pièce de théâtre La duchessa di Amalfi (titre original :The Tragedy of the Dutchesse of Malfy) de John Webster, avec la compagnie de théâtre Alfred Jarry, puis prend part à d'autres spectacles dont certains écrits spécialement pour elle par Salvatore Piscicelli, Riccardo Reim (it), Manlio Santanelli (it) et Franco Scaldati.
En 1979 commence à se consacrer au cinéma en jouant le rôle de Luisa dans le film Immacolata e Concetta, premier travail du réalisateur Salvatore Piscicelli.
Pendant sa carrière elle a joué sous la direction de réalisateurs comme Ivan Cotroneo, Marco Bellocchio, Federico Tiezzi (it) et Vincenzo Cerami.
Sa dernière apparition au cinéma remonte à 2015, dans le film Pericle il nero, réalisé par Stefano Mordini avec Riccardo Scamarcio , Franco Branciaroli.
Lucia Ragni est morte d'un cancer à Rome le 3 juin 2016 à l'âge de 65 ans.
Parmi les reconnaissance comme actrice : Prix IDI, prix Girulà, prix Ydus et les candidatures au prix Ubu, aux Premi Olimpici et au Nastro d'argento.

## Filmographie partielle
- 1980 : Immacolata et Concetta (Immacolata e Concetta, l'altra gelosia), réalisation de Salvatore Piscicelli
- 1987 : Regina, réalisation de Sandro Piscicelli
- 1992 : Baby gang, réalisation de Salvatore Piscicelli
- 1992 : Malesh - Lascia che sia, réalisation d'Angelo Cannavacciuolo
- 1994 :
  - Elle ou lui (Belle al Bar), réalisation d'Alessandro Benvenuti
  - Lettere dall'America, réalisation de G. Pannone
- 1995 : Ivo il tardivo, réalisation d'Alessandro Benvenuti
- 1998 :
  - I miei più cari amici, réalisation d'Alessandro Benvenuti
  - Teatro di guerra (Théâtre de guerre), réalisation de Mario Martone
  - Un nuovo giorno, réalisation d'Aurelio Grimaldi
- 2001 :
  - Luna rossa, réalisation d'Antonio Capuano Prix Pasinetti, Venise, 2001
  - Non è giusto, réalisation d'Antonietta De Lillo
- 2001 :Rosa Funzeca, réalisation d'Aurelio Grimaldi
- 2003 :Pater familias, réalisation de Francesco Patierno
- 2004 : Il resto di niente, réalisation d'Antonietta De Lillo
- 2005 : La guerra di Mario, réalisation d'Antonio Capuano
- 2006 :L'amico di famiglia, réalisation de P. Sorrentino
- 2008 : Tre donne morali, réalisation de M. Garofalo (candidate au Nastro d'Argento 2008)
- 2011 : La kryptonite nella borsa, réalisation d'Ivan Cotroneo
- 2015 : Pericle il Nero, réalisation de Stefano Mordini
- 2016 : Nemiche per la pelle, réalisation de Luca Lucini